# Taizō Sugitani

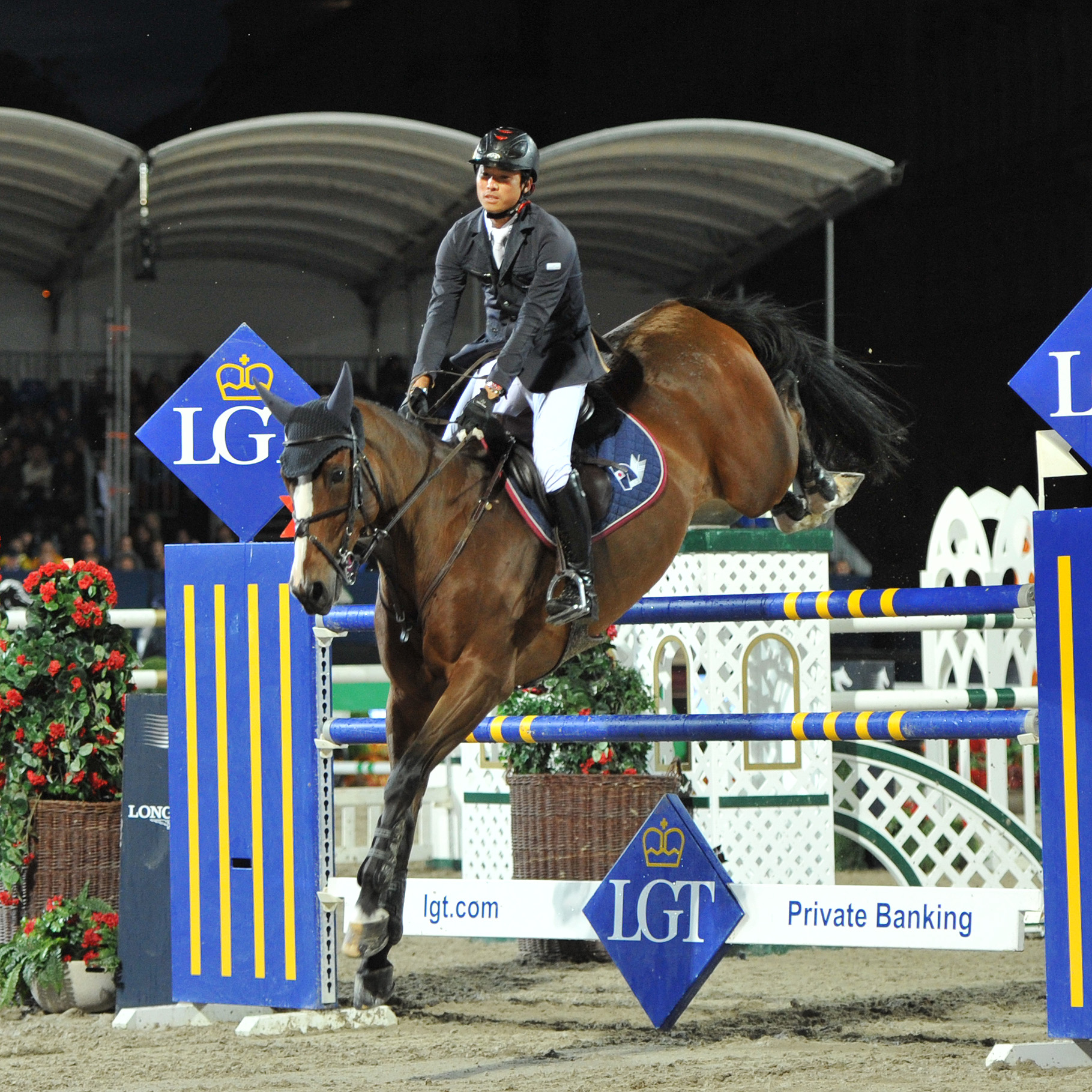
Taizō Sugitani, 2013

Taizō Sugitani (jap. 杉谷 泰造, Sugitani Taizō; * 27. Juni 1976 in Izumi, Präfektur Osaka) ist ein japanischer Springreiter. Er gehört weltweit zu den Sportlern mit den meisten Olympiateilnahmen.

## Sportliche Karriere
Taizō Sugitani hat bisher (Stand August 2024) an sieben Olympischen Sommerspielen teilgenommen. Dabei startete er jeweils im Springreiten (Einzel- und Mannschaftskonkurrenz). Seine ersten Olympischen Spiele absolvierte er 1996, die bislang letzten 2024. In diesem Zeitraum fehlte er nur bei den Spielen im eigenen Land 2021. Medaillengewinne oder vordere Platzierungen sind ihm bisher nicht gelungen. Bei den Asienspielen errang er bisher drei Medaillen.

## Familie
Auch sein Vater Masayasu Sugitani und sein Großvater Koichi Kawaguchi waren Springreiter und starteten bei Olympischen Spielen. Auch seine Mutter war eine aktive Sportreiterin.